# Raoul Wallenberg-priset
För Raoul Wallenberg Prize, se Raoul Wallenberg Prize (Europarådet). För Raoul Wallenberg Award, se Raoul Wallenberg-priset (USA). För matematikpriset, se Wallenbergpriset.
Raoul Wallenberg-priset är ett mäniskorättspris som delas ut årligen av Raoul Wallenberg Academy i Stockholm. Priset instiftades 2013, 101 år efter Wallenbergs födelse. Det delas ut vid en ceremoni på Raoul Wallenbergs dag, den 27 augusti, Raoul Wallenbergs namnsdag.
Priset är uppkallat efter den svenska diplomaten Raoul Wallenberg. Wallenberg är känd för att ha utfärdat skyddspass och etablerat så kallade svenskhus där ungerska judar kunde söka tillflykt på neutral mark under förintelsen. Genom att agera med civilkurage och medmänsklighet räddade han tiotusentals judar undan deras annars garanterade död. Därför delas priset alltid ut till någon som har agerat med civilkurage och visat en stark vilja att förändra orättvisor gällande utsatta folkgrupper.
"Raoul Wallenberg-priset ger en möjlighet att lyfta fram det viktigaste arvet efter Raoul Wallenberg: Att var och en har ett ansvar för att bekämpa rasism, antisemitism och annan intolerans." – Olle Wästberg, regeringens samordnare för Raoul Wallenbergpriset 2012.

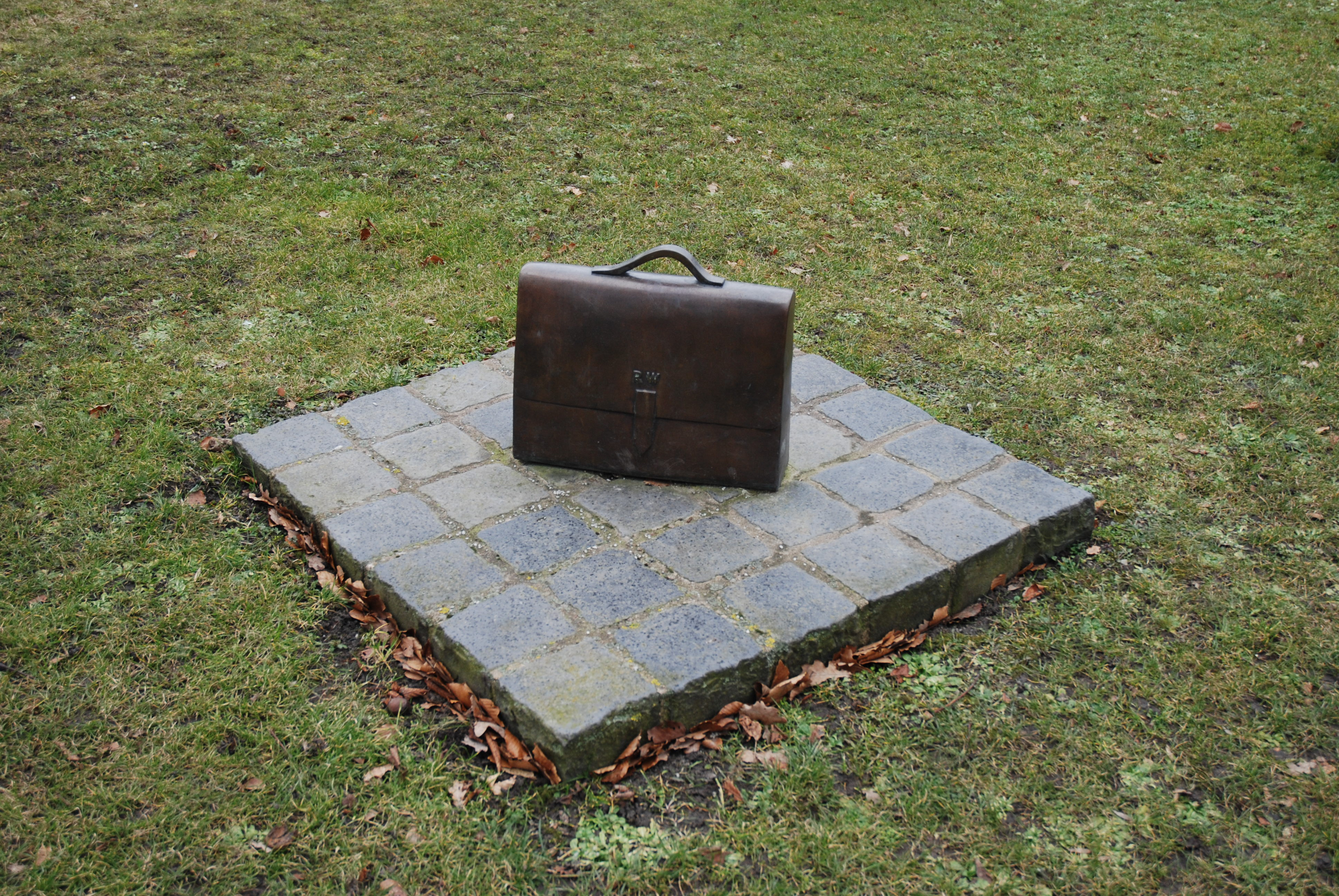
R.W. i brons av Ulla Kraitz i Lund. En miniatyr av konstverket delas ut till pristagarna.

Priset delas ut med stöd av Sveriges regering. Pristagaren ges en summa av 100 000 kronor och en miniatyr av Ulla Kraitz och Gustav Kraitzs skulptur R.W. som föreställer Raoul Wallenbergs portfölj.

## Bakgrund
1979 grundades Raoul Wallenberg-föreningen för att föra hans öde och historia vidare. När föreningen 2001 upplöses bildades istället Raoul Wallenberg Academy, en insamlingsstiftelse med uppdrag att utbilda svenska gymnasieelever i ledarskap. År 2012, då Raoul Wallenberg skulle fyllt 100 år, uppmärksammades hans liv på nytt genom att en dag instiftades i hans ära, vilket blev på hans namnsdag den 27 augusti. Samtidigt instiftades även Raoul Wallenberg-priset. Året efter delades det första priset ut till Siavosh Derakhti. 2015, med ny tillgång till ett nyckelkonto kunde då Raoul Wallenberg academy börja med en insamling från allmänheten. Statsminister Stefan Löfven delade ut priset till Hédi Fried och Emerich Roth.
Raoul Wallenberg Academy arbetar främst med och för ungdomar och priset delas ofta ut för arbete specifikt i syfte att hjälpa barn och unga. Detta är för att Raoul Wallenberg Academy anser att ungdomar är en oerhört viktig målgrupp, för att Raoul Wallenbergs syster Nina Lagergren ansåg att det var viktigt att just unga skulle få ta del av Raouls historia, och för att sprida hans historia vidare för att inspirera nya generationer.

## Tilldelning
Varje år väljs de nominerade utifrån hundratals förslag som inkommit till Raoul Wallenberg Academy från allmänheten. Förslag på vinnare går att lämna av vem som helst på hemsidan Raoul Wallenberg Academy.
Priset tilldelas under en ceremoni i Stockholm, då även priset Young Courage Award tilldelas. Programledaren hyllar de nominerade och presenterar vinnaren och en av jurymedlemmarna presenterar jurys motivering. Pristagaren bestäms samma dag priset delas ut, den 27 augusti.
Juryn är oberoende och var och en representerar en viktig organisation i samhället.

## Pristagare
| År   |  | Pristagare                                      | Motivering |
| ---- |  | ----------------------------------------------- | --- |
| 2013 |  | Siavosh Derakhti                                | Prisets förste mottagare grundade vid 19-års ålder föreningen Unga muslimer mot antisemitism. Föreningen bildades för att minska spänningarna mellan muslimer och judar i hans hemstad Malmö och bygga broar mellan ungdomarna. |
| 2014 |  | Emir Selimi                                     | Grundare och ledare för organisationen Unga Romer. Som under uppväxten i Serbien upplevde diskriminering och i högstadiet började engagera sig för mänskliga rättigheter. Unga romer arbetar för bättre villkor inom utbildning, integration, arbetsmarknad och för att bevara och berika det romska språket och kulturen. |
| 2015 |  | Hédi Fried och Emerich Roth                     | De båda förintelseöverlevarna grundade tillsammans Föreningen Förintelsens överlevande. Genom att berätta och sprida kunskap om deras deras traumatiserande upplevelser på koncentrationslägret i Auschwitz-Birkenau kunde de sprida kunskap om förintelsen. Fried återupptog sitt skrivande efter ankomsten till Sverige, vilket blev ett sätt att bearbeta sina trauman från Auschwitz. Hon skrev totalt sex böcker om hennes upplevelser i förintelsen. Emerich Roth och hans yngre syster Elisabeth var de enda överlevarna av Roth familjen. Roths tre yngre systrar och hans mor blev gasade till döds, och hans far blev avrättad under en av dödsmarscherna i krigets slutskede. Han kom till Sverige vintern 1950, utbildade sig och arbetade under 30 år som socialarbetare. Under dessa år valde han att hålla sina upplevelser som förintelseöverlevare privata, men 1992 hölls en nazistisk demonstration i Stockholm, som Roth blev starkt påverkad av. Efter 1993 besökte han minst 1600 skolor runt om i Sverige för att berätta om sina upplevelser i förintelsen. Roth publicerade tre böcker om våld och rasism. |
| 2016 |  | Tina Morad och Refugees Welcome Stockholm (RWS) | Tilldelades priset "för sin förmåga att organisera för medmänsklighet". Föreningen Refugees Welcome Stockholm bildades bara ett år tidigare, 2015. RWS är en religiöst och partipolitiskt obunden organisation vars syfte är att hjälpa människor på flykt som har önskan att komma till Stockholm. |
| 2017 |  | Mariet Ghadimi                                  | Ghadimi och systern Talin Davidian är grundare av den Uppsala-baserade föreningen Tjejers rätt i samhället (TRIS). Med civilkurage inspirerar hon unga tjejer att ta en större plats i samhället, och att inte vara rädda för att dela med sig av sina upplevelser om våld. De två systrarna grundade föreningen som reaktion på det uppmärksammade hedersmordet på Fadime Şahindal i Uppsala, som skedde samma år. |
| 2018 |  | Jonathan Leman                                  | För sitt arbete med att rapportera, dokumentera och analysera antisemitiska och antidemokratiska rörelser, och extremhögern i Sverige, genom hans arbete utbildas ungdomar till framtida demokratiska medborgare. På tidskriften Expo dokumenterar Leman vitmakt-rörelsens verksamhet och tar sig själv till nazistdemonstrationer för att rapportera och fotografera. |
| 2019 |  | Lovette Jallow                                  | För sin aktivism inom antirasism. Hon använder, i Raoul Wallenbergs anda, sin plattform på sociala medier för att utbilda och upplysa om diskriminering och rasism. Jallow grundade organisationen action for humanity, som bland annat ger ekonomisk och juridisk hjälp till människor drabbade av exempelvis rasism och förtryck. Hon visar starkt civilkurage och en ännu starkare vilja att jämna ut rasistiska orättvisor i Sveriges samhälle. |
| 2020 |  | Dina och Jovan Rajs                             | Paret tilldelades priset för deras hårda arbete att sprida självupplevda erfarenheter från förintelsen, detta gör dem genom att föreläsa i kyrkor, skolor, bibliotek och kulturhus. Även med musikaliska föreställningar, pjäser och böcker sprider de kunskap om sin barndom under andra världskriget och förintelsen. |
| 2021 |  | Tobias Rawet                                    | Rawet vistades i Łódź getto och koncentrationslägret Ravensbrück. Som rektion på Förintelseförnekaren Robert Faurisson bestämde sig Rawet för att förtidspensionera och sig ägna resten av sitt liv åt att dela med sig om sina egna upplevelser, och sprida kunskap av Förintelsens fasor. Han har delat med sig om sina vittnesmål i olika skolor i Sverige under 25 års tid, år 2023 föreläser han för 15 000–22 000 människor varje år. Rawet grundade Föreningen Förintelsens Överlevare (FFO). |
| 2022 |  | Fred Taikon                                     | Han tilldelades priset för hans ihärdiga arbete för romers rättigheter. Taikon härstammar från kalderash-romer som bosatte sig i Sverige vid slutet av 1800-talet. Han följde efter hans farfars, fars, och äldre syskons exempel och började arbeta med romers rättigheter i början av 1980-talet. Taikon startade föreningen Romskt kulturcenter i Stockholm. |
| 2023 |  | Diamant Salihu                                  | Salihu är en journalist och författare som jobbar specifikt med att rapportera, analysera och dokumentera om gängkriminalitet i Stockholm. Han slog igenom 2021 med den bästsäljande reportageboken "Tills alla dör". I boken analyserar Salihu konflikten mellan de nu ökända gängen "shottaz" och "dödspatrullen". 2023 kom andra boken "När ingen lyssnar", där han också skriver om den organiserade gängkriminaliteten i Stockholm. Salihus främsta mål med böckerna som publiceras är att sprida kunskap om konflikterna som sker, och varför statistiken gällande skottlossningar och gängkriminalitet sticker ut i just Sverige. |

## Jury

### Jury 2024
- Sven Hagströmer, grundare av creades och avanza.
- Anna Urombi, generalsekreterare för Raoul Wallenberg Academy.
- Anna Wåglund, kommunikationschef för Forum för levande historia.
- Annie Lööf, tidigare partiledare för Centerpartiet samt före detta näringsminister.
- Diamant Salihu, journalist och författare. Pristagare av Raoul Wallenbergpriset 2023
- Julius Kramer, expert på inkluderande fred och konfliktlösning, med rötter i scoutrörelsen.
- Maxida Märak, artist och människorättsaktivist.
- Trifa Shakely, före detta förbundsordförande RFSL.

#### Tidigare jurymedlemmar
- Niklas Orrenius, författare och journalist.
- Bodil Sundén, Forum för levande historia.
- Amanda Lundeteg, VD Allbright.
- Olle Wästberg, publicist och diplomat.
- Dilsa Demirbag-Sten, grundare Berättarministeriet.
- Ingrid Lomfors, Forum för levande historia.
- Soraya Post, europaparlamentariker.
- Jason Diakté, artist.
- Samir El-Sabini, Sveriges Elevråds Centralorganisation.
- Amelie Silfverstolpe, grundare av volontärbyrån.
- Eskil Frank, Forum för levande historia.
- Leo Razzak, social entreprenör.
- Martin Schibbye, journalist.
- Hala Mohammed, Rädda Barnen.
- Lena Posner-Körösi, Psykolog och föreläsare på Paideia Judiska Folkhögskolan.
- Lamin Sonko, Global pr-chef på Majority.
- Ingrid Carlberg, Svenska Akademien.
- Michael Wernstedt, f.d. generalsekreterare Raoul Wallenberg Academy.
- Barbro Westerholm, f.d. riksdagsledamot Liberalerna (då folkpartiet).
- Aron Verständig, före detta ordförande i Judiska Församlingen Stockholm och Judiska Centralrådet.
- Silvia Ernhagen, kommunikationschef på Forum för Levande Historia
- Christer Mattsson, universitetslektor på Segerstedtinstitutet.[1]